# Aguante corazón
Aguante corazón es el nombre del cuarto álbum de estudio de la banda de Rock and Roll argentina La moto Grabado y editado en 2006 

## Lista de canciones
| N.º | Título                    | Duración |  |
| 1.  | «5 guitas»                | 3:07     |  |
| 2.  | «Aguante corazón»         | 3:52     |  |
| 3.  | «Seda, tabaco y birra»    | 2:56     |  |
| 4.  | «Viejo fisurado»          | 3:00     |  |
| 5.  | «De Entre Ríos a Neuquén» | 3:40     |  |
| 6.  | «El viejo bols»           | 3:19     |  |
| 7.  | «Pero hay que levantar»   | 3:21     |  |
| 8.  | «Ingenuidad»              | 3:44     |  |
| 9.  | «En la punta del colchón» | 2:43     |  |
| 10. | «Mutante del anochecer»   | 3:25     |  |
| 11. | «Un haz de luz»           | 3:45     |  |
| 12. | «Buscas»                  | 1:52     |  |

- Datos: Q21007205